# Coralie Demay
Coralie Demay (Nogent-sur-Marne, 10 ottobre 1992) è una pistard e ciclista su strada francese che corre per il team FDJ-Suez. Pluri-campionessa nazionale su pista, è attiva in formazioni UCI dal 2016.

## Palmarès

### Pista
- 2012

Campionati francesi, Inseguimento a squadre (con Aude Biannic, Laudine Génée e Coralie Sero)
- 2013

Campionati francesi, Corsa a punti
- 2016

Campionati francesi, Inseguimento a squadre (con Eugénie Duval, Pascale Jeuland e Roxane Fournier)
- 2017

Campionati francesi, Omnium
Campionati francesi, Scratch
Campionati francesi, Inseguimento individuale
Campionati francesi, Inseguimento a squadre (con Marie Le Net, Maryanne Hinault, Typhaine Laurance e Lucie Jounier)
Campionati francesi, Corsa a punti
- 2018

Campionati francesi, Inseguimento individuale
Campionati francesi, Omnium
Campionati francesi, Scratch
Trois Jours d'Aigle, Inseguimento individuale
- 2019

Fenioux Piste International, Inseguimento individuale
Campionati francesi, Inseguimento individuale
Campionati francesi, Americana (con Clara Copponi)
Trois Jours d'Aigle, Inseguimento individuale
Trois Jours d'Aigle, Scratch
Trois Jours d'Aigle, Corsa a punti

### Strada
- 2019 (FDJ Nouvelle-Aquitaine Futuroscope, una vittoria)

La Périgord Ladies
- 2022 (St Michel-Auber 93, una vittoria)

7ª tappa Tour Cycliste Féminin International de l'Ardèche (Vesseaux > Privas)

#### Altri successi
- 2022 (St Michel-Auber 93)

Classifica scalatrici Tour Cycliste Féminin International de l'Ardèche

## Piazzamenti

### Grandi Giri
- Tour de France

2022: 24ª
2023: 27ª
2024: 84ª
- Vuelta a España

2023: 31ª
2024: 73ª

### Competizioni mondiali
- Campionati del mondo su pista

Hong Kong 2017 - Inseguimento a squadre: 7ª
Hong Kong 2017 - Americana: 6ª
Apeldoorn 2018 - Inseguimento a squadre: 7ª
Apeldoorn 2018 - Americana: 7ª
Apeldoorn 2018 - Corsa a punti: 8ª
Pruszków 2019 - Inseguimento a squadre: 9ª
Pruszków 2019 - Corsa a punti: 13ª
Berlino 2020 - Inseguimento a squadre: 9ª
Berlino 2020 - Inseguimento individuale: 18ª
- Campionati del mondo su strada

Doha 2016 - In linea Elite: ritirata
Bergen 2017 - Cronosquadre: 6ª
Yorkshire 2019 - Staffetta mista: 5ª
Fiandre 2021 - Staffetta mista: 9ª
Wollongong 2022 - Staffetta mista: 7ª
Wollongong 2022 - In linea Elite: 68ª
- Giochi olimpici

Tokyo 2020 - Inseguimento a squadre: 7ª
Tokyo 2020 - Keirin: 23ª
Tokyo 2020 - Velocità: 29ª

### Competizioni continentali
- Campionati europei su pista

Anadia 2014 - Inseguimento individuale Under-23: 8ª
Anadia 2014 - Corsa a punti Under-23: 7ª
Anadia 2014 - Scratch Under-23: 4ª
Baie-Mahault 2014 - Corsa a punti: 27ª
Baie-Mahault 2014 - Inseguimento a squadre: 6ª
Grenchen 2015 - Inseguimento a squadre: 7ª
Grenchen 2015 - Inseguimento individuale: 9ª
Saint-Quentin-en-Yvelines 2016 - Inseguimento a squadre: 4ª
Saint-Quentin-en-Yvelines 2016 - Inseguimento individuale: 13ª
Saint-Quentin-en-Yvelines 2016 - Americana: 4ª
Berlino 2017 - Inseguimento a squadre: 4ª
Berlino 2017 - Corsa a punti: 14ª
Berlino 2017 - Americana: 7ª
Glasgow 2018 - Inseguimento a squadre: 5ª
Glasgow 2018 - Inseguimento individuale: 5ª
Glasgow 2018 - Americana: 7ª
Apeldoorn 2019 - Inseguimento a squadre: 4ª
Apeldoorn 2019 - Inseguimento individuale: 8ª
Apeldoorn 2019 - Corsa a punti: 4ª
- Campionati europei su strada

Goes 2012 - Cronometro Under-23: 11ª
Goes 2012 - In linea Under-23: 50ª
Alkmaar 2019 - Staffetta mista: 5ª
Alkmaar 2019 - In linea Elite: ritirata
Plouay 2020 - In linea Elite: ritirata
Trento 2021 - Staffetta mista: 4ª
Monaco di Baviera 2022 - In linea Elite: 61ª